# Joaquim Raimundo Nunes Belford

Armas do barão de Santa Rosa.

Joaquim Raimundo Nunes Belford, primeiro e único barão de Santa Rosa, (São Luís, ? — ?) foi um tenente-coronel da Guarda Nacional.
Filho do capitão Joaquim Raimundo Nunes Belfort e de Cândida Rosa Ribeiro. Casou-se com Maria Madalena Viana Henriques.